# Tritrichomonas foetus
Tritrichomonas foetus (altgr. tri ‚drei‘, thrix ‚Haar‘, monas ‚Einheit‘ und lat. foetus ‚Nachkommenschaft‘) ist ein Einzeller, der bei Rindern die anzeigepflichtige Trichomonadenseuche – eine mit Fruchtbarkeitsstörungen und Fehlgeburten einhergehende Deckseuche – und bei Katzen die Tritrichomonose – eine Durchfallerkrankung – verursacht. Allerdings unterscheiden sich die Isolate von Katzen und Rindern genetisch, so dass eine Übertragung zwischen beiden Tierarten mittlerweile als unwahrscheinlich gilt. Erstmals wurde T. foetus bei Schweinen nachgewiesen und als T. suis bezeichnet. Bei Schweinen ist T. foetus ein harmloser Kommensale der Nasenschleimhaut und des Darmtrakts.
T. foetus ist ein 10–25 µm × 3–15 µm großer, birnenförmiger Einzeller mit drei Vordergeißeln und einer hinteren Schleppgeißel. Die Schleppgeißel besteht aus einem dicken Achsenstab und einer undulierenden Membran. Der Achsenstab wirkt vorn verdickt, am Ende dornförmig und überragt das Hinterende. Die Vermehrung erfolgt durch Zweiteilung.